# Protoradjia jacobsoni
Protoradjia jacobsoni is een pissebed uit de familie Scleropactidae. De wetenschappelijke naam van de soort is voor het eerst geldig gepubliceerd in 1955 door Alceste Arcangeli.